# Ratpenat de dits llargs malai
El ratpenat de dits llargs malai (Miniopterus magnater) que habita a Indonèsia, la Xina, l'Índia, Laos, Malàisia, Myanmar, Papua Nova Guinea, Tailàndia, illa de Timor i el Vietnam.